# Neomochtherus grandicollis
Neomochtherus grandicollis är en tvåvingeart som först beskrevs av Becker 1913.  Neomochtherus grandicollis ingår i släktet Neomochtherus och familjen rovflugor. Inga underarter finns listade i Catalogue of Life.